# BBC-Bergen-Klasse
Die BBC-Bergen-Klasse ist eine acht Mehrzweckschiffe umfassende Schiffsklasse der Leeraner Reederei Briese Schiffahrt, wobei die Schiffe langfristig an die Tochterfirma BBC Chartering verchartert sind. Die Schiffe wurden auf verschiedenen chinesischen Werften gebaut.

## Einzelheiten
Die knapp 130 m langen Mehrzweckfrachter weisen bei einem Maximaltiefgang von 7,0 m eine Tragfähigkeit von 8.000 dwt auf. Die Schiffe sind mit zwei jeweils 80 t (SWL) tragfähigen Kränen vom Hersteller NMF ausgestattet und weisen eine verstärkte Tankdecke auf, die mit bis zu 20 t/m² belastet werden darf. Bei einem Radius von bis zu 30 m vom Kranmittelpunkt aus beträgt das SWL jeweils noch 30 t.
Durch ihren verhältnismäßig geringen Tiefgang und ihre bordeigenen Kräne, können die Schiffe der BBC-Bergen-Klasse auch relativ kleine Häfen ohne entsprechende Suprastruktur anlaufen.
Der Laderaum dieser Schiffe fasst 11.500 m³, die Decksladefläche beträgt 1.175 m². Auf den Schiffen finden maximal 455 Standardcontainer Platz.
Angetrieben wird dieser Schiffstyp von einem 3.000 kW starken Sechszylinder-Dieselmotor von MaK. Bei der dadurch erzielten Höchstgeschwindigkeit von 14 kn werden circa 11 t HFO verbraucht.

## Die Schiffe
| Schiffsname   | Bauwerft / Baunummer | IMO-Nummer | Indienststellung | Auftraggeber                                       | Spätere Namen und Verbleib  |
| ------------- | -------------------- | ---------- | ---------------- | -------------------------------------------------- | --------------------------- |
| BBC Bergen    | XinHe / 702          | 9437153    | 2011             | Briese Schiffahrts GmbH & Co. KG MS „Koper Sand“   | -                           |
| BBC Bangkok   | XinHe / 703          | 9437165    | 2011             | Briese Schiffahrts GmbH & Co. KG MS „Borkum Riff“  | -                           |
| BBC Belem     | Dalian / 2007–1201   | 9501655    | 2012             | Briese Schiffahrts GmbH & Co. KG MS „Bentumersiel“ | -                           |
| BBC Balboa    | Dalian / 2007–1202   | 9501667    | 2012             | Briese Schiffahrts GmbH & Co. KG MS „Spriekenborg“ | -                           |
| BBC Brisbane  | Baibuting / BBTSB801 | 9578763    | 2012             | Briese Schiffahrts GmbH & Co. KG MS „Briesetal“    | -                           |
| BBC Bahrain   | Baibuting / BBTSB802 | 9578751    | 2012             | Briese Schiffahrts GmbH & Co. KG MS „Blue Star“    | -                           |
| BBC Barcelona | Dalian / 2007–1203   | 9501679    | 2012             | Briese Schiffahrts GmbH & Co. KG MS „Heerenborg“   | 2013: Louis, 2022: Longdawn |
| BBC Baltimore | Dalian / 2007-1204   | 9501681    | 2013             | Briese Schiffahrts GmbH & Co. KG MS „Nettelburg“   | 2013: Mila                  |

Alle Schiffe wurden nach Städten benannt, die mit B beginnen und unter der Flagge von Antigua & Barbuda in Fahrt gesetzt.